# Scherzo n.º 1 (Chopin)
El Scherzo n.º 1 en si menor, Op. 20 es una composición para piano escrita por Frédéric Chopin entre 1831 y 1832, y dedicada a Thomas Albrecht. El tempo marcado es Presto con fuoco. La pieza es oscura, dramática y llena de vida. También es una pieza complicada y una de las obras más difíciles de Chopin. Es el primer Scherzo de una serie de 4 que compuso Chopin: los op. 31, 39 y 54. 

## Estructura

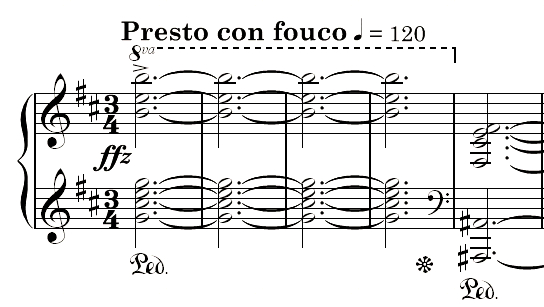
Acordes iniciales

Este Scherzo tiene una forma A-B-A-Coda, el cual comienza con dos acordes largos de cuatro compases cada uno en fortissimo. A continuación sigue una serie de frases explosivas y dramática en la tonalidad de Si menor a gran velocidad. Cerca del centro de la pieza, la música conduce a una sección más lenta en Si mayor; finalmente se escucha una melodía tangible en el registro medio, rodeada de acompañamiento en ambas manos, la izquierda y la parte superior de la mano derecha. Chopin cita aquí un tema (Lulajże Jezuniu) de una vieja canción navideña polaca en tempo Molto Più Lento. La sección en Si mayor se disuelve mientras la armonía cambia misteriosamente de carácter a través de la dominante secundaria. Los dos acordes del principio reaparecen, superpuestos a los vestigios de la sección media. A continuación, el tema, en presto, del principio se repite en la tónica menor familiar.

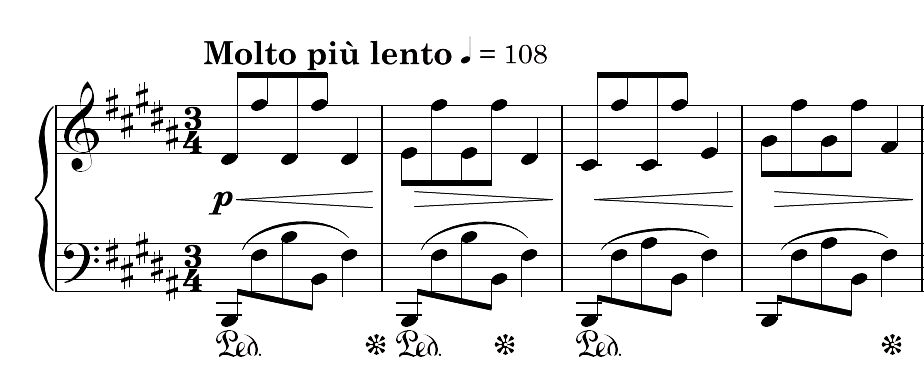
Tema medio "Lulajże Jezuniu" en Si mayor

La entrada a la coda dramática y virtuosa es similar al acercamiento hacia el Molto Più Lento, pero ligeramente diferente (como ocurre con el Segundo y el Tercer Scherzo de Chopin). En ssta última sección se incorporan vertiginosos movimientos arpegiados hacia arriba y abajo en casi todo el teclado, suspendidos por una serie climática de acordes de nueve y de diez notas (Mi♯ séptima disminuida —con una tercera disminuida—, acorde de sexta aumentada en su posición raíz, acorde de tono secundario de la tónica en Si). Después de la resolución y un rápido ascenso cromático sobre cuatro octavas en ambas manos, la coda y la pieza llegan a un triunfante final a través de una audaz cadencia plagal menor.
En su interpretación del Scherzo N.º 1, Vladimir Horowitz duplica la escala cromática cerca del final con octavas entrelazadas, una técnica que Horowitz utilizaba a menudo como firma en otras piezas. El entrelazamiento de octavas estaba destinados a ser interpretado a la misma velocidad que la escala cromática original. Se dice que Franz Liszt interpretaba el Scherzo de Chopin de esta manera.

## Historia
Esta pieza fue escrita en 1831, durante el levantamiento de noviembre contra el Imperio ruso. Un amigo de Chopin, Thomas Albrecht, a quien fue dedicado, le convenció para quedarse en Viena, lejos de su familia en Polonia, para construir su carrera musical. Durante este tiempo él sólo tocó un concierto, donde interpretó su concierto en mi menor. Debido a la lucha y la guerra, sus piezas cambiaron de un estilo brillante a una nueva tonalidad más oscura. Chopin compuso esta pieza y varios de los Estudios Op. 10 en la misma época.
La palabra Scherzo significa «broma» en italiano, y Schumann comentó sobre el aparente descuido del título de la pieza: “¿Cómo es la «gravedad» para vestirse a sí misma si «broma» se desarrolla en velos oscuros?” Es oscuro, misterioso y lleno de caos, donde la primera melodía clara es en la sección media lenta en Si mayor, pero regresa al murmullo caótico más adelante. Hay una hipótesis de que la pieza retrata los sentimientos de Chopin durante la guerra, o que cuenta una historia acerca de la rebelión en su patria. Esto puede reflejar los sentimientos de Brahms con sus propios scherzos irónicos.